# Færøske lagtingsmedlemmer 1990-1994
Færøernes Lagting havde 32 medlemmer mellem lagtingsvalgene 1990 og 1994.

## Medlemmer
Her regnes med alle valgte medlemmer, samt fast mødende vicemedlemmer.
| Navn                  | Parti                     | Valgkreds      | Bemærkninger                                                                      |
| --------------------- | ------------------------- | -------------- | --------------------------------------------------------------------------------- |
| Finnbogi Arge         | Sambandsflokkurin         | Suðurstreymoy  |                                                                                   |
| Thomas Arabo          | Javnaðarflokkurin         | Norðurstreymoy | Minister 1991–1993. Heini Johansen mødte.                                         |
| Óli Breckmann         | Fólkaflokkurin            | Suðurstreymoy  |                                                                                   |
| Signar á Brúnni       | Tjóðveldisflokkurin       | Eysturoy       | Minister 1990–1991 og 1993–1994. Hans Tausen Olsen mødte 1993–1994.               |
| Atli Dam              | Javnaðarflokkurin         | Suðurstreymoy  | Lagmand 1991–1993. Jóannes Dalsgaard mødte 1991–1992, Svenning Winther 1992–1994. |
| Birgir Danielsen      | Fólkaflokkurin            | Suðurstreymoy  |                                                                                   |
| Niels Pauli Danielsen | Kristiligi Fólkaflokkurin | Norðoyar       |                                                                                   |
| Frank Davidsen        | Javnaðarflokkurin         | Vágar          |                                                                                   |
| Terje Davidsen        | Sambandsflokkurin         | Norðurstreymoy |                                                                                   |
| Jóannes Eidesgaard    | Javnaðarflokkurin         | Suðuroy        | Minister 1991–1994. Mikkjal Sørensen mødte.                                       |
| Svend Aage Ellefsen   | Fólkaflokkurin            | Vágar          | Minister 1991–1993. Jørgen Niclasen mødte.                                        |
| Heini O. Heinesen     | Tjóðveldisflokkurin       | Norðoyar       |                                                                                   |
| Finnbogi Ísakson      | Tjóðveldisflokkurin       | Suðurstreymoy  |                                                                                   |
| Asbjørn Joensen       | Sjálvstýrisflokkurin      | Norðoyar       | Døde i 1993. Karl Heri Joensen mødte 1993–1994.                                   |
| Edmund Joensen        | Sambandsflokkurin         | Eysturoy       |                                                                                   |
| Vilhelm Johannesen    | Javnaðarflokkurin         | Norðoyar       |                                                                                   |
| Jógvan A. Johannessen | Javnaðarflokkurin         | Sandoy         |                                                                                   |
| Anfinn Kallsberg      | Fólkaflokkurin            | Norðoyar       | Lagtingsformand 1991–1993.                                                        |
| Lasse Klein           | Sjálvstýrisflokkurin      | Eysturoy       | Lagtingsformand 1993–1994.                                                        |
| Sverre Midjord        | Javnaðarflokkurin         | Suðuroy        |                                                                                   |
| Flemming Mikkelsen    | Sambandsflokkurin         | Suðuroy        |                                                                                   |
| Helena Dam á Neystabø | Sjálvstýrisflokkurin      | Suðurstreymoy  |                                                                                   |
| Tordur Niclasen       | Kristiligi Fólkaflokkurin | Eysturoy       |                                                                                   |
| Hergeir Nielsen       | Tjóðveldisflokkurin       | Suðuroy        |                                                                                   |
| Henrik Old            | Javnaðarflokkurin         | Suðuroy        |                                                                                   |
| Jógvan I. Olsen       | Sambandsflokkurin         | Eysturoy       | Minister 1990–1991. Jákup Lamhauge mødte.                                         |
| Olaf Olsen            | Fólkaflokkurin            | Eysturoy       | Minister 1990–1991.                                                               |
| John Petersen         | Fólkaflokkurin            | Sandoy         | Minister 1991–1993. Eyðun M. Viderø mødte.                                        |
| Lisbeth L. Petersen   | Sambandsflokkurin         | Suðurstreymoy  |                                                                                   |
| Marita Petersen       | Javnaðarflokkurin         | Suðurstreymoy  | Minister 1991–1993, lagmand 1993–1994. Jacob Lindenskov mødte 1992–1994.          |
| Jógvan Sundstein      | Fólkaflokkurin            | Suðurstreymoy  | Lagmand 1990–1991, minister 1991–1993. Bjarni Djurholm mødte.                     |
| Jørgen Thomsen        | Javnaðarflokkurin         | Eysturoy       | Lagtingsformand 1990–1991.                                                        |

| Portal | Portal:Færøerne |